# Седая легенда (повесть)
«Седая легенда» (другое название — «Раман Ракута») — историческая повесть белорусского писателя Владимира Короткевича, впервые опубликованная в журнале «Полымя» в 1961 году. Считается классикой белорусской литературы. Экранизирована, переведена на русский, композитором Дмитрием Смольским была написана опера по мотивам повести.

## Сюжет
Конрад Цхакен, командир отряда швейцарских наемников, действующего в белорусских землях Великого княжества Литовского, получает приказ срочно прибыть в замок своего господина, магната Алехно Кизгайлы. Прибывая, он узнаёт, что в округе началось крестьянское восстание, возглавленное местным шляхтичем Романом Ракутовичем. Не понимая иррационального страха Кизгайлы перед Ракутовичем, Цхакен дознается до причины ненависти Романа — в своё время Кизгайла не отпустил на волю возлюбленную Ракутовича, простую холопку Ирину...

## Создание
Владимир Короткевич начал писать повесть в конце января 1960 года в Орше, опубликована она была в мае 1961 года в четвёртом номере журнала «Полымя».

## Экранизация
В 1991 году повесть была экранизирована польским режиссёром Богданом Порембой, сценарий был написан Сергеем Булыгой и Владимиром Матвеевым. Производство фильма — совместное СССР и Польши. В главных ролях — Ивар Калниньш, Алла Мурина, Лембит Ульфсак, Александр Кознов.

## Опера
В 1978 году по мотивам повести композитором Дмитрием Смольским была написана одноимённая опера на белорусском языке. Либретто было написано самим Короткевичем. На 2012 год опера имеется в репертуаре Национального академического Большого театра оперы и балета РБ. При постановке изначальные партитуры были несколько изменены автором.